# Tavalong-Vataan
Tavalong-Vataan, ook Kwangfu of Kuangfu, is een dialect van het Amis. Dit dialect wordt net zoals de andere dialecten van het Amis en de andere talen van de Oost-Formosaanse taalfamilie uitsluitend op het Aziatische eiland Taiwan gesproken. Het Tavalong-Vataan is zowat het meestgesproken dialect van het Amis en wordt in het bijzonder door boeddhisten in de stad Kuang-Fu gesproken, een plaats aan de oostkust van Taiwan.

## Classificatie
- Austronesische talen
  - Oost-Formosaanse talen
    - Centrale talen
      - Amis
        - Tavalong-Vataan

Centraal-Amis · Chengkung-Kwangshan · Noord-Amis · Tavalong-Vataan · Zuid-Amis